# Olivier La Barre
 (juillet 2025).
Olivier La Barre (né le 29 juillet 1947 à Kisantu au Congo belge) est un peintre français.
Il est notamment l'auteur de vingt-cinq timbres-poste de Nouvelle-Calédonie et a exposé à Sydney, Tokyo, Paris et Nouméa. Outre ses dessins et peintures, il a également conçu plusieurs logos, dont celui de la Nouvelle-Calédonie, à la suite d'un concours organisé en 1989 par le Haut-commissariat durant la période d'administration directe, prélude à la création des trois provinces. Il est aussi l'auteur des maquettes des chèques postaux de Nouvelle-Calédonie utilisés au cours des années 1980.

## Œuvres
Timbres de Nouvelle-Calédonie
- « Chambeyronia macrocarpa », 1994, 90 F
- « 125e anniversaire de la présence maçonnique », 1994, 350 F
- « Jacques Iekawé, premier préfet mélanésien (1946-1992) », 24 juillet 1997, 250 F